# Nestor Carbonell

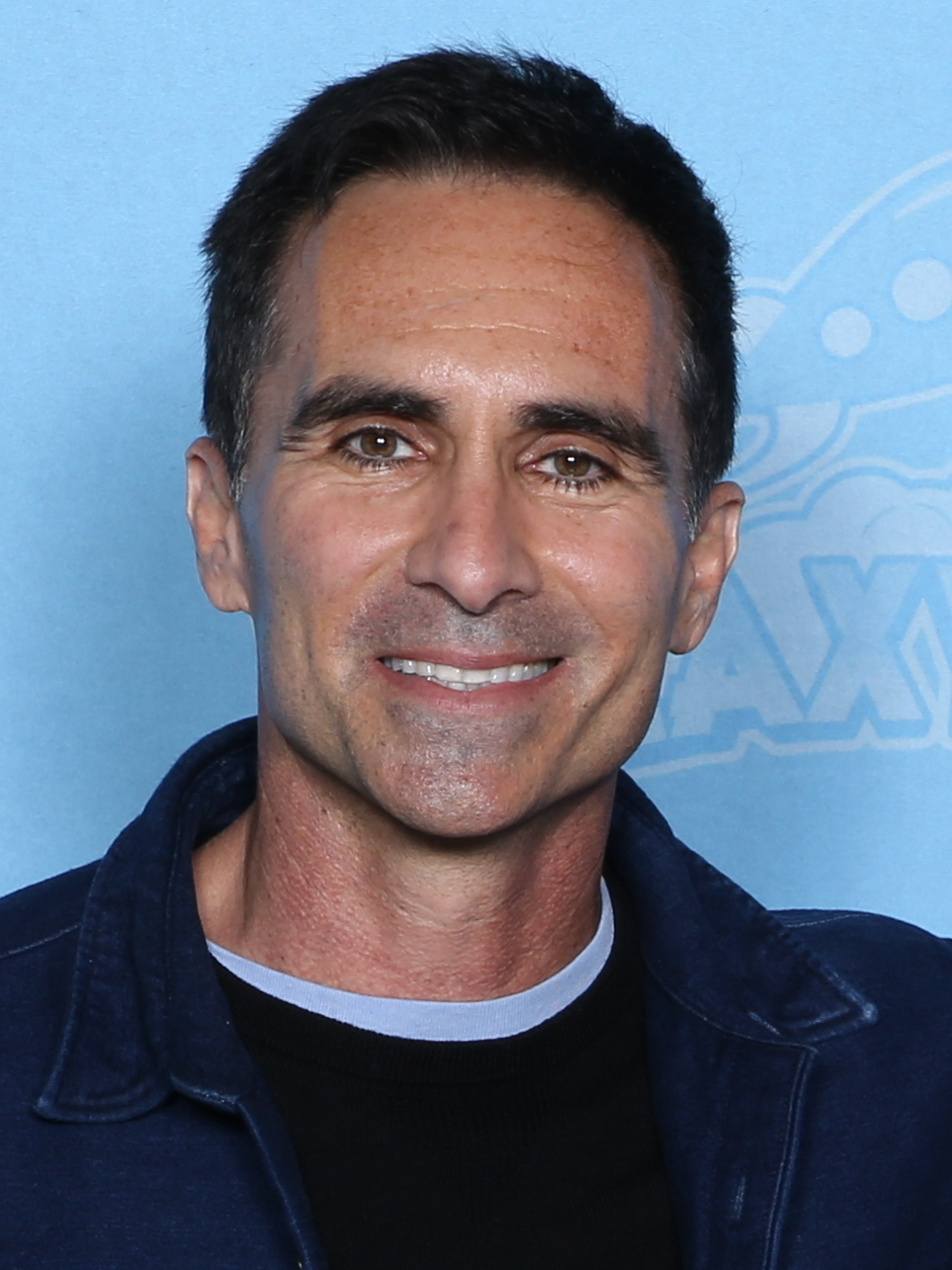
Nestor Carbonell, 2022

Nestor Gaston Carbonell (* 1. Dezember 1967 in New York City, New York) ist ein US-amerikanischer Schauspieler, Synchronsprecher und Regisseur.

## Leben
Nestor Carbonell wurde vor allem in seiner Rolle des Luis Rivera in der Sitcom Susan bekannt. Für diese Rolle erhielt er in den Jahren 1998 und 1999 einen ALMA Award in der Kategorie Herausragender Schauspieler in einer Comedyserie (Outstanding Actor in a Comedy Series). Des Weiteren war er in Scrubs – Die Anfänger als Dr. Ramirez, Dr. House, Strong Medicine: Zwei Ärztinnen wie Feuer und Eis und Lost als Richard Alpert zu sehen. 2007 spielte er eine Hauptrolle in der US-amerikanischen Fernsehserie Cane. Als Synchronsprecher arbeitete er zum Beispiel für Kim Possible, wo er den Señor Senior Jr. sprach. Von September 2011 bis Mai 2012 war er als Victor Machado in der The-CW-Serie Ringer zu sehen.
Carbonell ist seit dem 3. Januar 2001 mit der Schauspielerin Shannon Kenny verheiratet, die er bei den Dreharbeiten zu dem von ihm geschriebenen und produzierten Film Attention Shoppers im Jahr 2000 kennenlernte. Die beiden haben zwei gemeinsame Söhne.

## Filmografie (Auswahl)
- 1991: Law & Order (Fernsehserie, Folge 2x08)
- 1992: Melrose Place (Fernsehserie, Folge 1x03)
- 1992: College Fieber (A Different World, Fernsehserie, zwei Folgen)
- 1994: Mörderisches Menü (Ray Alexander: A Taste for Justice)
- 1996: Nachtschicht mit John (The John Larroquette Show, Fernsehserie, Folge 3x22)
- 1996–2000: Susan (Suddenly Susan, Fernsehserie, 96 Folgen)
- 1998: Veronica (Veronica’s Closet, Fernsehserie, Folge 1x20)
- 1998: Applaus! Applaus! (Encore! Encore!, Fernsehserie, Folge 1x07)
- 2000: Attention Shoppers
- 2000: Resurrection Blvd. (Fernsehserie, sechs Folgen)
- 2001: Emergency Room – Die Notaufnahme (ER, Fernsehserie, Folge 4x08)[1]
- 2001–2002: The Tick (Fernsehserie, neun Folgen)
- 2002: Ally McBeal (Fernsehserie, Folge 5x20)
- 2003: Lady Cops – Knallhart weiblich (The Division, Fernsehserie, Folge 3x06)
- 2004: Century City (Fernsehserie, neun Folgen)
- 2004: Monk (Fernsehserie, Folge 2x15)
- 2004: Scrubs – Die Anfänger (Scrubs, Fernsehserie, Folge 3x17)
- 2004–2006: Strong Medicine: Zwei Ärztinnen wie Feuer und Eis (Strong Medicine, Fernsehserie, elf Folgen)
- 2005: Dr. House (House, Fernsehserie, Folge 1x13)
- 2006: Cold Case – Kein Opfer ist je vergessen (Cold Case, Fernsehserie, drei Folgen)
- 2006: Smokin’ Aces
- 2007: Cane (Fernsehserie, 13 Folgen)
- 2007–2010: Lost (Fernsehserie, 39 Folgen)
- 2008: Killer Movie
- 2008: The Dark Knight
- 2010: Psych (Fernsehserie, zwei Folgen)
- 2011–2012: Ringer (Fernsehserie, 17 Folgen)
- 2011–2014: Wilfred (Fernsehserie, drei Folgen)
- 2012: The Dark Knight Rises
- 2013–2017: Bates Motel (Fernsehserie, 47 Folgen)
- 2014: Person of Interest (Fernsehserie, Folge 3x19)
- 2014: Good Wife (Fernsehserie, Folge 5x20)
- 2014–2015: State of Affairs (Fernsehserie, sieben Folgen)
- 2015: Ray Donovan (Fernsehserie, Folge 3x05)
- 2016: Imperium
- 2017: Crown Heights
- seit 2019: The Morning Show (Fernsehserie)
- 2020: Pearl
- 2022: Mosquito
- 2022: Bandit
- 2024: Shōgun (Fernsehserie, drei Folgen)
- 2024: The Image of You